# Concavenator
Concavenator („lovec z oblasti Cuenca“) byl rodem středně velkého teropodního dinosaura z čeledi Carcharodontosauridae, který žil v období spodní křídy před přibližně 130 miliony let (stupeň barrem) na území dnešního Španělska (provincie Cuenca, lokalita Las Hoyas). Typový druh C. corcovatus („mající hrb na hřbetě“) byl popsán španělskými paleontology v roce 2010.

## Popis
Concavenator byl asi 5 až 6,1 metru dlouhý a zhruba 320 kilogramů vážící dravý dinosaurus, pohybující se po dvou končetinách. Přední končetiny měl kratší, čelisti byly mohutné a osázené vroubkovanými zuby. Zajímavým znakem však byly velké výběžky dvou obratlů nad pánví, které zřejmě za života zvířete podpíraly jakýsi velký hrbol. Ten mohl sloužit k termoregulaci (podobně jako u současných velbloudů) nebo k vnitrodruhové signalizaci. Stopy kulhajícího teropoda střední velikosti, popsané roku 2017 ze sedimentů souvrství Las Hoyas, mohly patřit právě rodu Concavenator.

## Tělesný pokryv
Na loketních kostech tohoto dinosaura objevili vědci jakési hrbolky, mající zřejmě vazbu na ukotvení pernatých struktur. Je tedy možné, že zaživa byl konkavenátor alespoň na předních končetinách opeřený. Žádné otisky peří v okolí zkameněliny sice objeveny nebyly (naopak zachovaly se otisky šupin z některých partií těla), opeření je však poměrně pravděpodobné. V tom případě je možné spatřovat jeho počátek již u primitivních zástupců kladu Neotetanurae, žijících v období střední jury.

## Paleobiologie
Výzkum na lokalitách v rámci souvrství Las Hoyas prokázal, že se zde nacházela velmi pestrá fauna archosaurů, a to zejména teropodních dinosaurů, ale také krokodýlovitých plazů různých velikostí. Konkavenátoři byli pravděpodobně aktivní lovci menších a středně velkých obratlovců. Ekosystémy tohoto souvrství měly pravděpodobně podobu rozlehlých mokřadů.
V roce 2022 byla publikována odborná práce s popisem fosilních otisků stop relativně velkého teropoda (výška hřbetu zhruba 2 metry) s patologiemi na levé noze a příliš širokým rozpětím kroků (nasvědčující tomu, že se jednalo o zraněného jedince se změněným stylem chůze). Zraněný teropod z lokality Las Hoyas měl patrně jeden z prstů na levé noze zlomen. Potenciálně se mohlo jednat o zástupce rodu Concavenator.